# Français Pour une Nuit
Français Pour une Nuit és un DVD en directe de la banda estatunidenca Metallica enregistrat en el concert realitzat el 7 de juliol de 2009 a Nimes (França) durant la gira World Magnetic Tour.
Es va publicar en tres formats diferents: un DVD en un digipak que inclou un llibret, un Blu-ray també en un digipak amb un llibret, i una edició deluxe limitada que inclou un DVD, un CD de Death Magnetic, una samarreta i cinc fotos exclusives. A banda de la foto relitzada per Ross Halfin, el projecte enter fou realitzat per professionals francesos.

## Llista de cançons
| Núm.          | Títol                         | Durada |
| ------------- | ----------------------------- | ------ |
| 1.            | «The Ecstasy of Gold» (Intro) | 2:40   |
| 2.            | «Blackened»                   | 5:40   |
| 3.            | «Creeping Death»              | 6:25   |
| 4.            | «Fuel»                        | 4:33   |
| 5.            | «Harvester of Sorrow»         | 6:07   |
| 6.            | «Fade to Black»               | 8:40   |
| 7.            | «Broken, Beat & Scarred»      | 6:35   |
| 8.            | «Cyanide»                     | 7:52   |
| 9.            | «Sad but True»                | 5:43   |
| 10.           | «One»                         | 7:53   |
| 11.           | «All Nightmare Long»          | 9:32   |
| 12.           | «The Day That Never Comes»    | 8:30   |
| 13.           | «Master of Puppets»           | 8:40   |
| 14.           | «Dyers Eve»                   | 6:36   |
| 15.           | «Nothing Else Matters»        | 5:54   |
| 16.           | «Enter Sandman»               | 9:20   |
| 17.           | «Stone Cold Crazy»            | 2:30   |
| 18.           | «Motorbreath»                 | 5:44   |
| 19.           | «Seek & Destroy»              | 13:07  |
| Durada total: | Durada total:                 | 132:01 |

## Crèdits
- Kirk Hammett – guitarra solits, veus addicionals
- James Hetfield – cantant, guitarra rítmica
- Robert Trujillo – baix, veus addicionals
- Lars Ulrich – bateria, percussió

## Posicions en llista
| Llista (2009/2010) | Posició | Certificacions |
| ------------------ | ------- | -------------- |
| Austràlia          |         | 1x Or          |
| França             |         | 3x Platí       |
| Regne Unit         | 9       |                |